# Rome, Pennsylvania
Rome är en kommun av typen borough i Bradford County i Pennsylvania. Vid 2010 års folkräkning hade Rome 441 invånare.